# Witali Walerjewitsch Denissow
Witali Walerjewitsch Denissow (russisch Виталий Валерьевич Денисов; * 27. Februar 1976 in Barnaul) ist ein ehemaliger russischer Skilangläufer.

## Werdegang
Denissow, der bei den Juniorenweltmeisterschaften 1996 im italienischen Asiago Gold mit der russischen Langlaufstaffel gewonnen hatte, debütierte im Januar 1997 in Kawgolowo im Weltcup und belegte dabei den 69. Platz über 30 km Freistil. Bei der Winter-Universiade 1997 in Muju lief er auf den 34. Platz über 15 km klassisch und auf den 24. Rang über 30 km Freistil. Seine ersten Weltcuppunkte holte er im März 1998 in Lahti mit dem 19. Platz über 30 km klassisch. In der Saison 1998/99 erreichte er mit dem achten Platz über 15 km klassisch seine erste Top-Zehn-Platzierung im Weltcup. Mit der Staffel errang er in Falun den dritten und in Oslo den zweiten Platz. Bei den nordischen Skiweltmeisterschaften 1999 in Ramsau am Dachstein belegte er den 38. Platz über 10 km klassisch, den 27. Platz über 50 km klassisch und den 25. Platz im Verfolgungsrennen. In der Saison 1999/2000 kam er im Weltcup 12-mal in die Punkteränge, darunter zweimal unter die ersten Zehn und erreichte damit den 32. Platz im Gesamtweltcup. Nach Platz drei mit der Staffel in Santa Caterina Valfurva zu Beginn der Saison 2000/01, errang er im Weltcupeinzel zwei Top-Zehn-Platzierungen und siegte in Falun mit der Staffel. Beim Saisonhöhepunkt den nordischen Skiweltmeisterschaften 2001 in Lahti gewann er die Bronzemedaille im Skiathlon. Zudem belegte er den 15. Platz über 15 km klassisch und den vierten Platz mit der Staffel. Die Saison beendete er auf dem 34. Platz im Gesamtweltcup. Zu Beginn der folgenden Saison wurde er in Davos Zweiter mit der Staffel. Im weiteren Saisonverlauf kam er sechsmal in die Punkteränge. Dabei erreichte er im Val di Fiemme mit dem zweiten Platz im 30-km-Massenstartrennen seine einzige Podestplatzierung im Weltcupeinzel und belegte zum Saisonende den 37. Platz im Gesamtweltcup. Seine besten Resultate bei den Olympischen Winterspielen 2002 in Salt Lake City waren der sechste Platz mit der Staffel und der fünfte Rang im Skiathlon. In seiner letzten aktiven Saison 2002/03 errang er drei Platzierungen unter den ersten Zehn und kam damit auf den 38. Platz im Gesamtweltcup. Seine besten Ergebnisse bei den nordischen Skiweltmeisterschaften 2003 im Val di Fiemme waren der neunte Platz über 15 km klassisch und der vierte Rang mit der Staffel.

## Teilnahmen an Weltmeisterschaften und Olympischen Winterspielen

### Olympische Spiele
- 2002 Salt Lake City: 5. Platz 20 km Skiathlon, 6. Platz Staffel, 7. Platz 15 km klassisch, 30. Platz Sprint Freistil

### Nordische Skiweltmeisterschaften
- 1999 Ramsau: 25. Platz 25 km Verfolgung, 27. Platz 50 km klassisch, 38. Platz 10 km klassisch
- 2001 Lahti: 3. Platz 20 km Skiathlon, 4. Platz Staffel, 15. Platz 15 km klassisch
- 2003 Val di Fiemme: 4. Platz Staffel, 9. Platz 15 km klassisch, 46. Platz 30 km klassisch Massenstart

## Platzierungen im Weltcup

### Weltcup-Statistik
Die Tabelle zeigt die erreichten Platzierungen im Einzelnen.
- 1.–3. Platz: Anzahl der Podiumsplatzierungen
- Top 10: Anzahl der Platzierungen unter den ersten zehn
- Punkteränge: Anzahl der Platzierungen innerhalb der Punkteränge
- Starts: Anzahl gelaufener Rennen in der jeweiligen Disziplin
- Hinweis: Bei den Distanzrennen erfolgt die Einordnung gemäß FIS.

| Platzierung         | Distanzrennen a | Distanzrennen a | Distanzrennen a | Distanzrennen a | Distanzrennen a | Skiathlon Verfolgung | Sprint | Etappen- rennen b | Gesamt | Team c | Team c  |
| Platzierung         | ≤ 5 km          | ≤ 10 km         | ≤ 15 km         | ≤ 30 km         | > 30 km         | Skiathlon Verfolgung | Sprint | Etappen- rennen b | Gesamt | Sprint | Staffel |
| ------------------- | --------------- | --------------- | --------------- | --------------- | --------------- | -------------------- | ------ | ----------------- | ------ | ------ | ------- |
| 1. Platz            |                 |                 |                 |                 |                 |                      |        |                   |        |        | 1       |
| 2. Platz            |                 |                 |                 | 1               |                 |                      |        |                   | 1      |        | 2       |
| 3. Platz            |                 |                 |                 |                 |                 |                      |        |                   |        |        | 2       |
| Top 10              |                 | 2               | 3               | 2               | 1               |                      | 1      |                   | 9      |        | 7       |
| Punkteränge         |                 | 8               | 9               | 7               | 3               | 6                    | 4      |                   | 37     |        | 9       |
| Starts              |                 | 14              | 18              | 11              | 8               | 8                    | 13     |                   | 72     |        | 9       |
| Stand: Karriereende |                 |                 |                 |                 |                 |                      |        |                   |        |        |         |

### Weltcup-Gesamtplatzierungen
| Saison    | Gesamt | Gesamt | Langdistanz | Langdistanz | Sprint | Sprint |
| Saison    | Punkte | Platz  | Punkte      | Platz       | Punkte | Platz  |
| --------- | ------ | ------ | ----------- | ----------- | ------ | ------ |
| 1997/98   | 12     | 72.    | 12          | 45.         | -      | -      |
| 1998/99   | 45     | 47.    | 4           | 65.         | 35     | 53.    |
| 1999/2000 | 182    | 32.    | 48          | 23.         | 20     | 47.    |
| 2000/01   | 139    | 34.    | -           | -           | 32     | 40.    |
| 2001/02   | 128    | 37.    | -           | -           | -      | -      |
| 2002/03   | 128    | 38.    | -           | -           | 10     | 56.    |